# Suối Đá
Suối Đá là một xã thuộc huyện Dương Minh Châu, tỉnh Tây Ninh, Việt Nam.

## Địa lý
Xã Suối Đá nằm ở phía bắc huyện Dương Minh Châu, có vị trí địa lý:
- Phía đông giáp xã Phước Minh
- Phía nam giáp thành phố Tây Ninh và các xã Phan, Phước Ninh
- Phía tây và bắc giáp huyện Tân Châu.

Xã Suối Đá có diện tích 126,80 km², dân số năm 2019 là 15.257 người, mật độ dân số đạt 120 người/km².

## Hành chính
Xã Suối Đá được chia thành 8 ấp: Phước Bình 1, Phước Bình 2, Phước Hòa, Phước Hội, Phước Lợi 1, Phước Lợi 2, Tân Định 1, Tân Định 2.

## Lịch sử
Sau năm 1975, Suối Đá là một xã thuộc huyện Dương Minh Châu.
Ngày 13 tháng 1 năm 1999, thành lập thị trấn Dương Minh Châu trên cơ sở điều chỉnh 465 ha diện tích tự nhiên và 7.985 nhân khẩu của xã Suối Đá.
Sau khi điều chỉnh địa giới hành chính để thành lập thị trấn Dương Minh Châu, xã Suối Đá có 32.817 ha diện tích tự nhiên và 9.908 nhân khẩu.
Ngày 12 tháng 1 năm 2004, Chính phủ ban hành Nghị định 21/2004/NĐ-CP về việc điều chỉnh địa giới hành chính các huyện Dương Minh Châu và Tân Châu quản lý. Theo đó:
- Chuyển 7.433 ha diện tích tự nhiên và 1.104 nhân khẩu (các ấp Tà Dơ, Đồng Kèn) của xã Suối Đá về xã Tân Thành, huyện Tân Châu quản lý.
- Chuyển 7.930 ha diện tích tự nhiên và 1.775 nhân khẩu (ấp Suối Bà Chiêm) của xã Suối Đá được chuyển về xã Tân Hòa, huyện Tân Châu quản lý.

Sau khi điều chỉnh, xã Suối Đá còn lại 12.669 ha diện tích tự nhiên và 13.968 nhân khẩu.